# Nomada algira
Nomada algira är en biart som beskrevs av Alexander Mocsáry 1883.
Nomada algira ingår i släktet gökbin och familjen långtungebin. Inga underarter finns listade i Catalogue of Life.